# Giuseppe Gioachino Belli

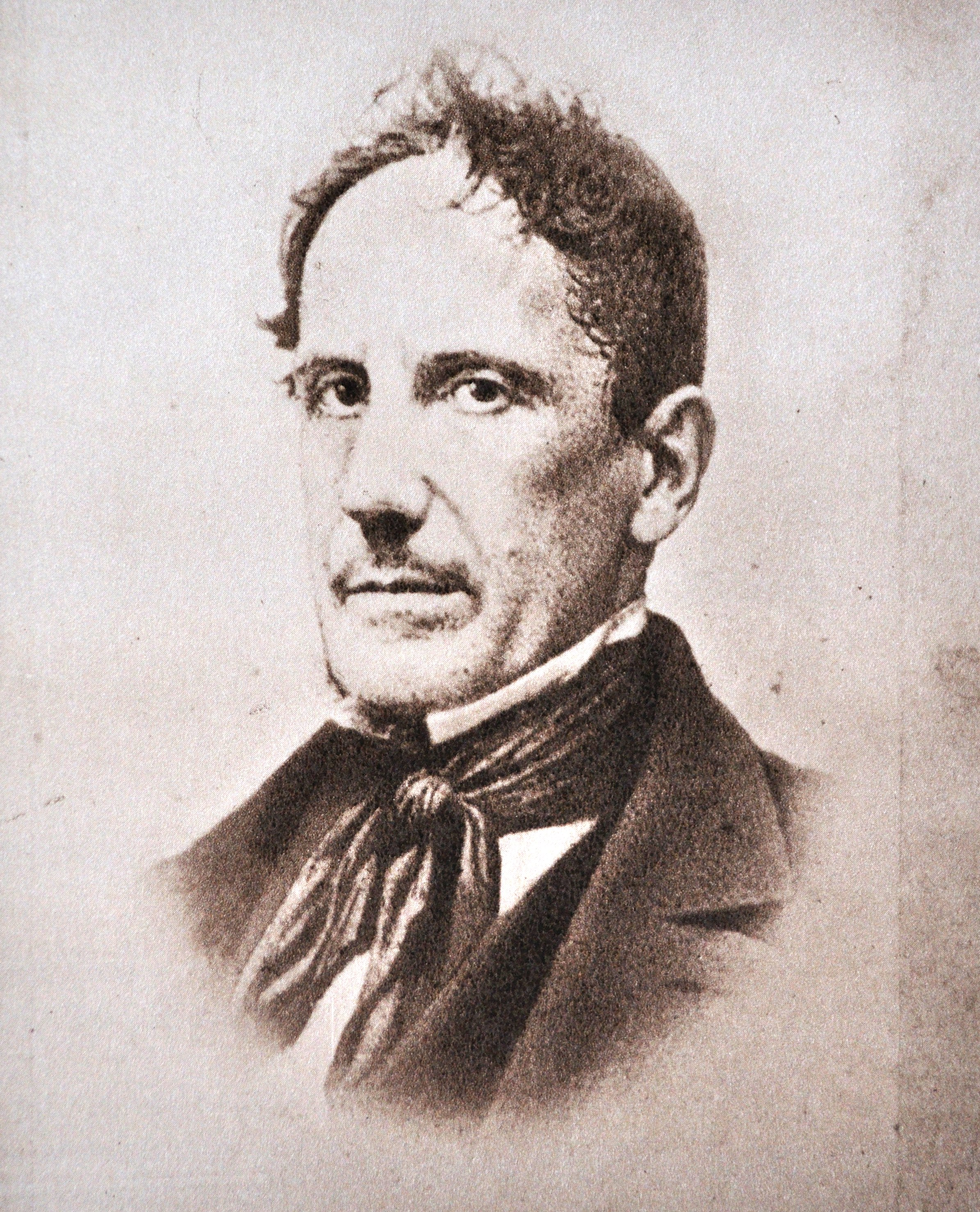
G. G. Belli um 1845

Giuseppe Gioachino Belli (* 7. September 1791 in Rom; † 21. Dezember 1863 ebenda) war ein italienischer Dichter. Bekannt wurde er durch seine Sonette im römischen Dialekt.

## Leben
Giuseppe Gioachino Belli entstammte dem niederen römischen Bürgertum. Sein Vater starb an Cholera oder Typhus –, kurz nachdem er eine Anstellung in Civitavecchia erhalten hatte. Seine Mutter kehrte mit ihren drei Söhnen nach Rom zurück, wo die Familie in ärmlichen Verhältnissen lebte. 
Im Jahr 1816 heiratete Belli eine Frau mit Vermögen. Der Wohlstand erlaubte es Belli, sich der Dichtkunst zu widmen. 1824 wurde der Sohn Ciro Belli geboren. Belli unternahm Reisen nach Nord- und Mittelitalien. In Mailand lernte er die dortige Dialektpoesie und Satire kennen, die von Carlo Porta (1775–1821) weiterentwickelt worden war. Dies wurde Vorbild für seine eigenen Sonette im römischen Dialekt.
Bellis Sonette wurden zwar satirisch und anti-klerikal, doch blieben seine politischen Ansichten lebenslang weitgehend konservativ. Während des Aufstandes der Römischen Republik 1849 verteidigte er die Rechte des Papstes.
Nach dem Tod seiner Ehefrau im Jahr 1837 verschlechterte sich Bellis Lage wieder. In späteren Jahren verlor er viel von seiner Lebenskraft und bezeichnete sich selbst als einen „toten Poeten“. Sein letztes Dialekt-Sonett schrieb er 1849.
In seinen späten Jahren arbeitete Belli als künstlerischer und politischer Zensor für die päpstliche Regierung. Er behinderte die Verbreitung der Werke William Shakespeares, Giuseppe Verdis und Gioachino Rossinis in Rom.
Giuseppe Gioachino Belli starb infolge eines Schlaganfalls. Sein Neffe, der Maler Guglielmo Janni (1892–1958), schrieb über Belli eine monumentale Biografie in drei Bänden, die 1967 posthum veröffentlicht wurde.
Belli verfasste 2279  Sonette. Eine Auswahl hat Otto Ernst Rock in die deutsche Sprache übersetzt. Am 2. Mai 2013 gab der Vatikan anlässlich des 150. Todesjahres von Belli eine Sonderbriefmarke heraus.

## Zitat
„Das Sonett war die Ausdrucksform Bellis, der nie ein anderes Versmaß benützte, und ihrer fast dreitausend zeichnen ein buntes, genaues, unglaublich lebendiges Bild der Zeit.“

## Veröffentlichungen (Auswahl)
- Luigi Morandi (Hrsg.): I Sonetti Romaneschi. 6 Bände. Lapi Tipografo-Editore, Città di Castello 1886–1889.[1]